# Выдумка (Пулинский район)
Выдумка (укр. Видумка) — село на Украине, основано в 1930 году, находится в Пулинском районе Житомирской области.
Население по переписи 2001 года составляет 227 человек. Почтовый индекс — 12041. Телефонный код — 4131.

## Адрес местного совета
12042, Житомирская область, Пулинский р-н, с. Бабичовка, ул. Карла Маркса, 10